# Холтон Хилс (Онтарио)
Холтон Хилс (енгл. Halton Hills) је градић у Канади у покрајини Онтарио. Према резултатима пописа 2011. у граду је живело 59.008 становника.

## Становништво
Према резултатима пописа становништва из 2011. у граду је живело 59.008 становника, што је за 6,7% више у односу на попис из 2006. када је регистровано 55.289 житеља.
| 2006.  | 2011.  |
| ------ | ------ |
| 55.289 | 59.008 |